# 885-ös tervszámú tengeralattjáró
A 885 Jaszeny és 885M Jaszeny-M típus, vagy  Jaszeny osztály (oroszul: Ясень, NATO-kódneve: Graney class) orosz atommeghajtású robotrepülőgép-hordozó tengeralattjáró, amelyet a Malahit tervezőiroda fejlesztett ki és az Északi Gépgyár (Szevmas) épített az Orosz Haditengerészetnek. A 971 Scsuka-B (Akula) és 705 Lira (Alfa) típusú vadásztengeralattjárók konstrukcióján alapul.

## Története
A Jaszeny osztályú tengeralattjárókat a Malahit Központi Tervezőiroda tervezte, és az SKB-143 és a TsKB-16 típusú tengeralattjárók kombinációjával hozták létre. 
Tervezését 1977-ben kezdték el, és 1985-ben fejezték be.
A Malakhit iroda egyike a három szovjet/orosz tengeralattjáró-tervező központnak, a Lazurit Központi Tervezőiroda és a Rubin Tervezőiroda mellett.
Az első tengeralattjáró építése 1993. december 21-én kezdődött volna, 1995-ös vízre bocsátással és 1998-as üzembe helyezéssel, a projekt azonban pénzügyi problémák miatt elmaradt, és 1996 folyamán kiderült, hogy a tengeralattjárón végzett munka teljesen leáll. Egyes jelentések azt állították, hogy 1999-ben a tengeralattjáró kevesebb mint 10 százaléka készült el. 2003-ban a projekt további támogatást kapott, és a tengeralattjáró építése folytatódott.
2004-ben arról számoltak be, hogy a tengeralattjárón végzett munka előrehaladt, de az új Borej osztályú tengeralattjárók számára biztosított elsőbbség miatt a Szeverodvinszk osztály első egysége 2010 előtt nem lesz kész. 2006 júliusában a a Katonai-Ipari Bizottság szóvivője, Vlagyiszlav Putyilin kijelentette, hogy még 2015 előtt két Jaszeny osztályú tengeralattjáróval bővül az orosz haditengerészet.
2009. július 24-én megkezdték a munkát egy második, Kazany nevű tengeralattjárón. Július 26-án az orosz haditengerészet parancsnoksága bejelentette, hogy 2011-től kezdődően évente egy többcélú tengeralattjárót gyártanak le, bár nem mind ebbe az osztályba tartozik.
Az amerikai haditengerészeti hírszerzése 2009. augusztusi jelentése szerint a Jaszeny osztályú tengeralattjárók a legcsendesebbek és legkevésbé észlelhetőbbek a korabeli orosz és kínai atomtengeralattjárók közül, de azt állították, hogy még mindig nem voltak olyan csendesek, mint az akkori amerikai tengeralattjárók (például Seawolf és Virginia osztályok).
2010 áprilisában bejelentették, hogy a Szeverodvinszk május 7-i indítását technikai okokból elhalasztják. Indítását és a tengeri próbák kezdetét 2011 szeptemberére tervezték.

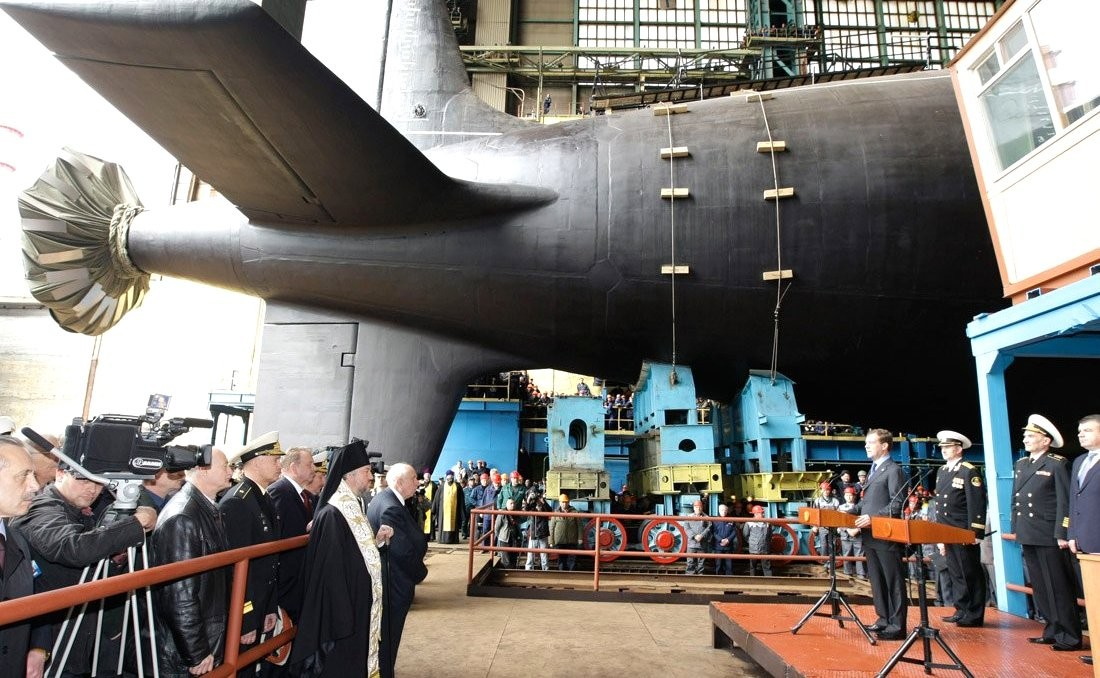
A Szeverodvinszk vízrebocsátási ünnepsége

## Felépítése
A hajó tervezésekot a legmodernebbnek számító technikákat vették igenybe. A Jaszeny osztályú tengeralattjárók szárazföldi támadó rakétákkal, hajóelhárító rakétákka és tengeralattjáró-ellenes rakétákkal vannak felszerelve, köztük a P-800 Oniks SLCM, a Kalibr család SLCM vagy a 3M51 SLCM.
A Kalibr-PL-nek számos változata létezik, köztük a 3M54K (terminális szuperszonikus) és a 3M54K1 (szubszonikus) hajóelhárító, a 91R1 tengeralattjáró-ellenes és a 3M14K szárazföldi támadó változat.
Az összes tengeralattjáró 32 Kalibr vagy 24 Onyik (más források szerint 40 Kalibr és 32 Onyik) robotrepülőgépet hordozhat, amelyeket nyolc függőlegesen elhelyezett konténerben tárolnak (további rakétákat lehet szállítani a torpedótérben).
Tíz 533 mm-es torpedóvetőcsövük van, valamint aknák és tengeralattjárók elleni rakéták, például az RPK-7.

## Az osztály egységei
| #     | Név            | Projekt | Hajógerinc lefektetése | Vízrebocsátás     | Szolgálatba állítás | Flotta                | Állapot        | Jegyzetek |
| ----- | -------------- | ------- | ---------------------- | ----------------- | ------------------- | --------------------- | -------------- | --- |
| K-560 | Szeverodvinszk | 885     | 1993. december 21.     | 2010 június 15.   | 2013 december 30.   | Északi Flotta         | Aktív          | |
| K-561 | Kazany         | 885M    | 2009. július 24.       | 2017. március 31. | 2020                | Északi flotta         | Tengeri próbán | |
| K-573 | Novoszibirszk  | 885M    | 2013. július 26.       | 2019 december 25. | 2020                | Csendes-óceáni Flotta | Tengeri próbán | 2014. augusztus 21.-én sikeresen teljesítette a hidraulikus nyomástesztet. Tengeri próbáit 2020 júniusára tervezik. |
| K-571 | Krasznojarszk  | 885M    | 2014 július 27.        | 2021              | 2021                | Csendes-óceáni Flotta | Építés alatt   | 2017. január 23.-án sikeresen teljesítette a hidraulikus nyomástesztet.                                             |
| K-564 | Arhangelszk    | 885M    | 2015 március 15.       | Before 2020       | 2022                | Északi Flotta         | Építés alatt   | |
| K-xxx | Perm           | 885M    | 2016 július 29.        | 2020 előtt        | 2023                | Csendes-óceáni Flotta | Építés alatt   | |
| K-xxx | Uljanovszk     | 885M    | 2017 július 28.        |                   | 2024                | Északi Flotta         | Építés alatt   | |
| K-xxx | Voronyezs      | 885M    | 2020 július 20.        |                   | 2027                | Északi Flotta         | építés alatt   | 4500 km hatótávolságú 3M-54 Kalibr robotrepülőgépekkel szerelik majd fel.                                           |
| K-xxx | Vlagyivosztok  | 885M    | 2020 július 20.        |                   | 2027                | Csendes-óceáni Flotta | Építés alatt   | 4500 km hatótávolságú robotrepülőgépekkel szerelik majd fel.                                                        |